# Alliance des Crus Bourgeois du Médoc

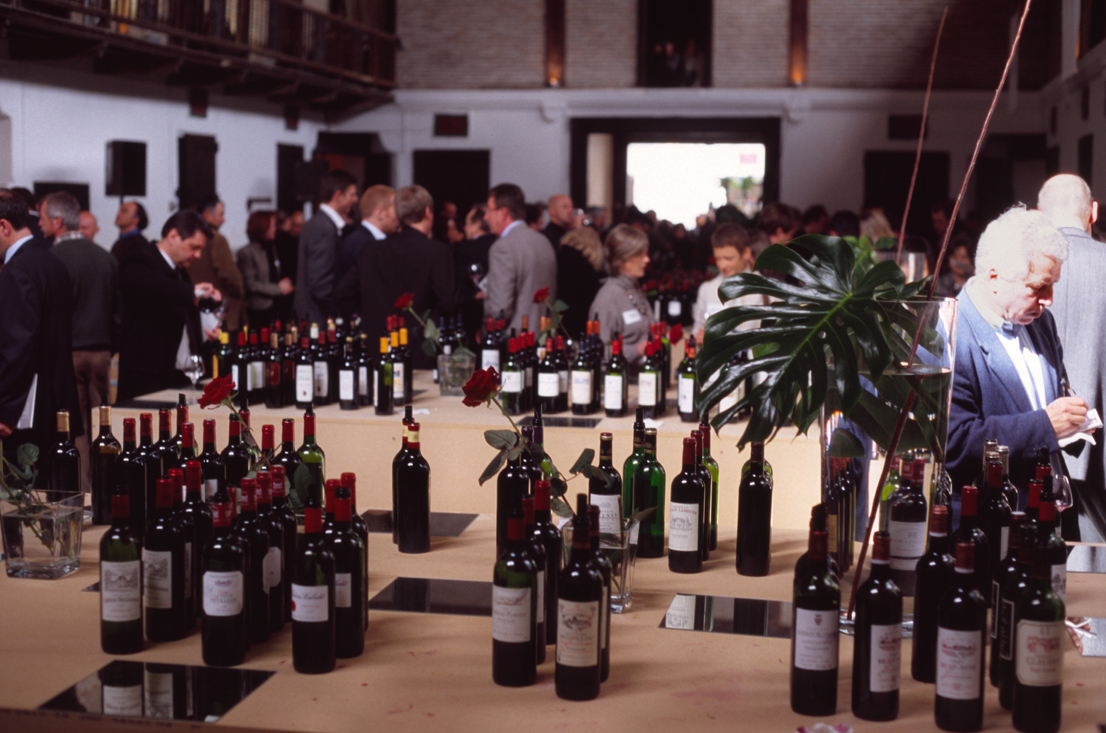
2007er Primeurdegustation der Alliance im Château de Malleret, April 2008

Der Verband der Crus Bourgeois, der sich Alliance des Crus Bourgeois du Médoc bzw. nur noch Alliance nennt, wurde 2004 gegründet und zählt fast alle der im Juni 2003 offiziell als Cru Bourgeois eingestuften Weingüter zu seinen Mitgliedern. Unter dem Vorsitz von Thierry Gardinier, ist die Aufgabe der Alliance, die Klassifizierung von 2003 zu wahren und zu fördern.
Die Mitglieder haben sich einer Qualitätscharta verpflichtet. Obligatorisch sind unter anderem:
- kein Verkauf im Fass
- Abfüllung auf dem Gut selbst
- Verkauf erst im zweiten auf die Lese folgenden Jahr
- regelmäßige Qualitätsüberprüfung anhand von Stichproben aus dem Handel.

Am 17. Juni 2003 wurde eine Rangordnung der Bewerber in 3 Klassen festgelegt: 9 Crus Bourgeois Exceptionnels, 87 Crus Bourgeois Supérieurs und 151 Crus Bourgeois. Diese Klassifikation wurde jedoch mit der am 27. Februar 2007 ergangenen Entscheidung eines Verwaltungsgerichtes aufgehoben. Die Vereinigung nennt sich seither nur noch „Alliance“, da ihr Anspruch, alle Crus Bourgeois zu vertreten, nun obsolet geworden ist.

## Crus Bourgeois Exceptionnels
| Château                    | Gemeinde        | AOC             |
| -------------------------- | --------------- | --------------- |
| Château Chasse-Spleen      | Moulis-en-Médoc | Moulis-en-Médoc |
| Château Haut-Marbuzet      | Saint-Estèphe   | Saint-Estèphe   |
| Château Labegorce Zédé     | Soussans        | Margaux         |
| Château Ormes de Pez (Les) | Saint-Estèphe   | Saint-Estèphe   |
| Château Pez (de)           | Saint-Estèphe   | Saint-Estèphe   |
| Château Phélan-Ségur       | Saint-Estèphe   | Saint-Estèphe   |
| Château Potensac           | Ordonnac        | Médoc           |
| Château Poujeaux           | Moulis-en-Médoc | Moulis-en-Médoc |
| Château Siran              | Labarde         | Margaux         |

## Crus Bourgeois Supérieurs
| Château                         | Gemeinde                 | AOC             |
| ------------------------------- | ------------------------ | --------------- |
| Château Agassac (d’)            | Ludon-Médoc              | Haut-Médoc      |
| Château Angludet (d’)           | Cantenac                 | Margaux         |
| Château Anthonic                | Moulis-en-Médoc          | Moulis-en-Médoc |
| Château Arche (d’)              | Ludon-Médoc              | Haut-Médoc      |
| Château Arnauld                 | Arcins                   | Haut-Médoc      |
| Château Arsac (d’)              | Arsac                    | Margaux         |
| Château Beaumont                | CussacFort Médoc         | Haut-Médoc      |
| Château Beau-Site               | Saint-Estèphe            | Saint-Estèphe   |
| Château Biston-Brillette        | Moulis-en-Médoc          | Moulis-en-Médoc |
| Château Boscq (Le)              | Saint-Estèphe            | Saint-Estèphe   |
| Château Bournac                 | Civrac                   | Médoc           |
| Château Brillette               | Moulis-en-Médoc          | Moulis-en-Médoc |
| Château Cambon La Pelouse       | Macau                    | Haut-Médoc      |
| Château Cap Léon Veyrin         | Listrac-Médoc            | Listrac-Médoc   |
| Château Cardonne (La)           | Blaignan                 | Médoc           |
| Château Caronne Sainte-Gemme    | Saint-Laurent-Médoc      | Haut-Médoc      |
| Château Castera                 | Saint Germain d'Esteuil  | Médoc           |
| Château Chambert-Marbuzet       | Saint-Estèphe            | Saint-Estèphe   |
| Château Charmail                | Saint-Seurin-de-Cadourne | Haut-Médoc      |
| Château Cissac                  | Cissac-Médoc             | Haut-Médoc      |
| Château Citran                  | Avensan                  | Haut-Médoc      |
| Château Clarke                  | Listrac-Médoc            | Listrac-Médoc   |
| Château Clauzet                 | Saint-Estèphe            | Saint-Estèphe   |
| Château Clément                 | Pichon Parempuyre        | Haut-Médoc      |
| Château Colombier-Monpelou      | Pauillac                 | Pauillac        |
| Château Coufran                 | Saint-Seurin-de-Cadourne | Haut-Médoc      |
| Château Crock (Le)              | Saint-Estèphe            | Saint-Estèphe   |
| Château Dutruch Grand Poujeaux  | Moulis-en-Médoc          | Moulis-en-Médoc |
| Château Escurac (d’)            | Civrac                   | Médoc           |
| Château Fonbadet                | Pauillac                 | Pauillac        |
| Château Fonréaud                | Listrac-Médoc            | Listrac-Médoc   |
| Château Fourcas Dupré           | Listrac-Médoc            | Listrac-Médoc   |
| Château Fourcas Hosten          | Listrac-Médoc            | Listrac-Médoc   |
| Château Fourcas Loubaney        | Listrac-Médoc            | Listrac-Médoc   |
| Château Glana (du)              | Saint-Julien Beychevelle | Saint-Julien    |
| Château Grands Chênes (Les)     | Saint-Christoly-de-Médoc | Médoc           |
| Château Gressier Grand Poujeaux | Moulis-en-Médoc          | Moulis-en-Médoc |
| Château Greysac                 | Bégadan                  | Médoc           |
| Château Gurgue (La)             | Margaux                  | Margaux         |
| Château Hanteillan              | Cissac-Médoc             | Haut-Médoc      |
| Château Haut-Bages Monpelou     | Pauillac                 | Pauillac        |
| Château Haye (La)               | Saint-Estèphe            | Saint-Estèphe   |
| Château Labegorce               | Margaux                  | Margaux         |
| Château Lachesnaye              | Cussac Fort Médoc        | Haut-Médoc      |
| Château Lamarque (de)           | Lamarque                 | Haut-Médoc      |
| Château Lamothe Bergeron        | Cussac Fort Médoc        | Haut-Médoc      |
| Château Lanessan                | Cussac Fort Médoc        | Haut-Médoc      |
| Château Larose Trintaudon       | Saint-Laurent-Médoc      | Haut-Médoc      |
| Château Lestage                 | Listrac-Médoc            | Listrac-Médoc   |
| Château Lestage Simon           | Saint-Seurin-de-Cadourne | Haut-Médoc      |
| Château Lilian Ladouys          | Saint-Estèphe            | Saint-Estèphe   |
| Château Liversan                | Saint-Sauveur            | Haut-Médoc      |
| Château Loudenne                | Saint-Yzans-de-Médoc     | Médoc           |
| Château Malescasse              | Lamarque                 | Haut-Médoc      |
| Château Malleret (de)           | Le Pian-Médoc            | Haut-Médoc      |
| Château Maucaillou              | Moulis-en-Médoc          | Moulis-en-Médoc |
| Château Maucamps                | Macau                    | Haut-Médoc      |
| Château Mayne Lalande           | Listrac-Médoc            | Listrac-Médoc   |
| Château Meyney                  | Saint-Estèphe            | Saint-Estèphe   |
| Château Monbrison               | Arsac                    | Margaux         |
| Château Moulin à Vent           | Moulis-en-Médoc          | Moulis-en-Médoc |
| Château Moulin de la Rose       | Saint-Julien Beychevelle | Saint-Julien    |
| Château Ormes Sorbet (Les)      | Couquèques               | Médoc           |
| Château Paloumey                | Ludon-Médoc              | Haut-Médoc      |
| Château Patache d’Aux           | Bégadan                  | Médoc           |
| Château Paveil de Luze          | Soussans                 | Margaux         |
| Château Petit Bocq              | Saint-Estèphe            | Saint-Estèphe   |
| Château Pibran                  | Pauillac                 | Pauillac        |
| Château Ramage La Batisse       | Saint-Sauveur            | Haut-Médoc      |
| Château Reysson                 | Vertheuil                | Haut-Médoc      |
| Château Rollan de By            | Bégadan                  | Médoc           |
| Château Saransot-Dupré          | Listrac-Médoc            | Listrac-Médoc   |
| Château Ségur                   | Parempuyre               | Haut-Médoc      |
| Château Sénéjac                 | Le Pian-Médoc            | Haut-Médoc      |
| Château Soudars                 | Saint-Seurin-de-Cadourne | Haut-Médoc      |
| Château Taillan (du)            | Le Taillan-Médoc         | Haut-Médoc      |
| Château Terrey Gros Cailloux    | Saint-Julien Beychevelle | Saint-Julien    |
| Château Tour de By (La)         | Bégadan                  | Médoc           |
| Château Tour de Marbuzet        | Saint-Estèphe            | Saint-Estèphe   |
| Château Tour de Mons (La)       | Soussans                 | Margaux         |
| Château Tour de Pez             | Saint-Estèphe            | Saint-Estèphe   |
| Château Tour du Haut Moulin     | Cussac Fort Médoc        | Haut-Médoc      |
| Château Tour Haut Caussan       | Blaignan                 | Médoc           |
| Château Tronquoy-Lalande        | Saint-Estèphe            | Saint-Estèphe   |
| Château Verdignan               | Saint-Seurin-de-Cadourne | Haut-Médoc      |
| Château Vieux Robin             | Bégadan                  | Médoc           |
| Château Villegeorge (de)        | Avensan                  | Haut-Médoc      |

## Crus Bourgeois
| Château                              | Gemeinde                 | AOC             |
| ------------------------------------ | ------------------------ | --------------- |
| Château Andron Blanquet              | Saint-Estèphe            | Saint-Estèphe   |
| Château Aney                         | Cussac Fort Médoc        | Haut-Médoc      |
| Château Arcins (d’)                  | Arcins                   | Haut-Médoc      |
| Château Argenteyre (L’)              | Bégadan                  | Médoc           |
| Château Aurilhac (d’)                | Saint-Seurin-de-Cadourne | Haut-Médoc      |
| Château Balac                        | Saint-Laurent-Médoc      | Haut-Médoc      |
| Château Barateau                     | Saint-Laurent-Médoc      | Haut-Médoc      |
| Château Bardis                       | Saint-Seurin-de-Cadourne | Haut-Médoc      |
| Château Barreyres                    | Arcins                   | Haut-Médoc      |
| Château Baudan                       | Listrac-Médoc            | Listrac-Médoc   |
| Château Beau-Site Haut-Vignoble      | Saint-Estèphe            | Saint-Estèphe   |
| Château Bégadanet                    | Bégadan                  | Médoc           |
| Château Bel Air                      | Saint-Estèphe            | Saint-Estèphe   |
| Château Bel Air                      | Cussac Fort Médoc        | Haut-Médoc      |
| Château Bel Orme Tronquoy de Lalande | Saint-Seurin-de-Cadourne | Haut-Médoc      |
| Château Bel-Air Lagrave              | Moulis-en-Médoc          | Moulis-en-Médoc |
| Château Belles Graves (des)          | Ordonnac                 | Médoc           |
| Château Bessan Ségur                 | Civrac                   | Médoc           |
| Château Bibian                       | Listrac-Médoc            | Listrac-Médoc   |
| Château Blaignan                     | Blaignan                 | Médoc           |
| Château Boscq (Le)                   | Bégadan                  | Médoc           |
| Château Bourdieu (Le)                | Valeyrac                 | Médoc           |
| Château Bourdieu Vertheuil (Le)      | Vertheuil                | Haut-Médoc      |
| Château Braude (de)                  | Macau                    | Haut-Médoc      |
| Château Breuil (du)                  | Cissac-Médoc             | Haut-Médoc      |
| Château Bridane (La)                 | Saint-Julien Beychevelle | Saint-Julien    |
| Château Brousteras (des)             | Saint-Yzans-de-Médoc     | Médoc           |
| Château Cabans (des)                 | Bégadan                  | Médoc           |
| Château de Haut                      | Lamarque                 | Haut-Médoc      |
| Château Capbern Gasqueton            | Saint-Estèphe            | Saint-Estèphe   |
| Château Chantelys                    | Prignac-en-Médoc         | Médoc           |
| Château Clare (La)                   | Bégadan                  | Médoc           |
| Château Commanderie (La)             | Saint-Estèphe            | Saint-Estèphe   |
| Château Coteau (Le)                  | Arsac                    | Margaux         |
| Château Coutelin Merville            | Saint-Estèphe            | Saint-Estèphe   |
| Château Croix (de la)                | Ordonnac                 | Médoc           |
| Château Dasvin-Bel-Air               | Macau                    | Haut-Médoc      |
| Château David                        | Vensac                   | Médoc           |
| Château Devise d’Ardilley            | Saint-Laurent-Médoc      | Haut-Médoc      |
| Château Deyrem Valentin              | Soussans                 | Margaux         |
| Chateau Dillon                       | Blanquefort              | Haut-Médoc      |
| Château Domeyne                      | Saint-Estèphe            | Saint-Estèphe   |
| Château Donissan                     | Listrac-Médoc            | Listrac-Médoc   |
| Château Ducluzeau                    | Listrac-Médoc            | Listrac-Médoc   |
| Château Duplessis                    | Moulis-en-Médoc          | Moulis-en-Médoc |
| Château Duplessis Fabre              | Moulis-en-Médoc          | Moulis-en-Médoc |
| Château Duthil                       | Le Pian-Médoc            | Haut-Médoc      |
| Château Ermitage (L’)                | Listrac-Médoc            | Listrac-Médoc   |
| Château Escot (d’)                   | Lesparre-Médoc           | Médoc           |
| Château Fleur Milon (La)             | Pauillac                 | Pauillac        |
| Château Fleur Peyrabon (La)          | Saint-Sauveur            | Pauillac        |
| Château Fon du Berger (La)           | Saint-Sauveur            | Haut-Médoc      |
| Château Fontesteau                   | Saint-Sauveur            | Haut-Médoc      |
| Château Fontis                       | Ordonnac                 | Médoc           |
| Château Galiane (La)                 | Soussans                 | Margaux         |
| Château Gironville (de)              | Macau                    | Haut-Médoc      |
| Château Gorce (La)                   | Blaignan                 | Médoc           |
| Château Gorre (La)                   | Bégadan                  | Médoc           |
| Château Grand Clapeau Olivier        | Blanquefort              | Haut-Médoc      |
| Château Grandis                      | Saint-Seurin-de-Cadourne | Haut-Médoc      |
| Château Granins Grand Poujeaux       | Moulis-en-Médoc          | Moulis-en-Médoc |
| Château Grivière                     | Blaignan                 | Médoc           |
| Château Haut-Beauséjour              | Saint-Estèphe            | Saint-Estèphe   |
| Château Haut-Bellevue                | Lamarque                 | Haut-Médoc      |
| Château Haut Breton Larigaudière     | Soussans                 | Margaux         |
| Château Haut-Canteloup               | Saint-Christoly-de-Médoc | Médoc           |
| Château Haut-Madrac                  | Saint-Sauveur            | Haut-Médoc      |
| Château Haut-Maurac                  | Saint-Yzans-de-Médoc     | Médoc           |
| Château Houissant                    | Saint-Estèphe            | Saint-Estèphe   |
| Château Hourbanon                    | Prignac-en-Médoc         | Médoc           |
| Château Hourtin-Ducasse              | Saint-Sauveur            | Haut-Médoc      |
| Château Labadie                      | Bégadan                  | Médoc           |
| Château Ladouys                      | Saint-Estèphe            | Saint-Estèphe   |
| Château Laffitte Carcasset           | Saint-Estèphe            | Saint-Estèphe   |
| Château Laffitte Laujac              | Bégadan                  | Médoc           |
| Château Lafon                        | Prignac-en-Médoc         | Médoc           |
| Château Lalande                      | Listrac-Médoc            | Listrac-Médoc   |
| Château Lalande                      | Saint-Julien Beychevelle | Saint-Julien    |
| Château Lamothe-Cissac               | Cissac-Médoc             | Haut-Médoc      |
| Château Larose Perganson             | Saint-Laurent-Médoc      | Haut-Médoc      |
| Château Larrivaux                    | Cissac-Médoc             | Haut-Médoc      |
| Château Larruau                      | Margaux                  | Margaux         |
| Château Laujac                       | Bégadan                  | Médoc           |
| Château Lauzette-Declercq (La)       | Listrac-Médoc            | Listrac-Médoc   |
| Château Leyssac                      | Saint-Estèphe            | Saint-Estèphe   |
| Château Lieujean                     | Saint-Sauveur            | Haut-Médoc      |
| Château Liouner                      | Listrac-Médoc            | Listrac-Médoc   |
| Château Lousteauneuf                 | Valeyrac                 | Médoc           |
| Château Magnol                       | Blanquefort              | Haut-Médoc      |
| Château Marbuzet (de)                | Saint-Estèphe            | Saint-Estèphe   |
| Château Marsac Séguineau             | Soussans                 | Margaux         |
| Château Martinens                    | Cantenac                 | Margaux         |
| Château Maurac                       | Saint-Seurin-de-Cadourne | Haut-Médoc      |
| Château Mazails                      | Saint-Yzans-de-Médoc     | Médoc           |
| Château Meynieu (Le)                 | Vertheuil                | Haut-Médoc      |
| Château Meyre                        | Avensan                  | Haut-Médoc      |
| Château Moines (Les)                 | Couquèques               | Médoc           |
| Château Mongravey                    | Arsac                    | Margaux         |
| Château Monteil d’Arsac (Le)         | Arsac                    | Haut-Médoc      |
| Château Morin                        | Saint-Estèphe            | Saint-Estèphe   |
| Château Moulin Rouge (du)            | Cussac Fort Médoc        | Haut-Médoc      |
| Château Mouline (La)                 | Moulis-en-Médoc          | Moulis-en-Médoc |
| Château Muret                        | Saint-Seurin-de-Cadourne | Haut-Médoc      |
| Château Noaillac                     | Jau-Dignac-Loirac        | Médoc           |
| Château Perier (du)                  | Saint-Christoly-de-Médoc | Médoc           |
| Château Pey (Le)                     | Bégadan                  | Médoc           |
| Château Peyrabon                     | Saint-Sauveur            | Haut-Médoc      |
| Château Peyredon Lagravette          | Listrac-Médoc            | Listrac-Médoc   |
| Château Peyre-Lebade                 | Listrac-Médoc            | Haut-Médoc      |
| Château Picard                       | Saint-Estèphe            | Saint-Estèphe   |
| Château Plantey                      | Pauillac                 | Pauillac        |
| Château Poitevin                     | Jau-Dignac-Loirac        | Médoc           |
| Château Pomys                        | Saint-Estèphe            | Saint-Estèphe   |
| Château Pontac Lynch                 | Cantenac                 | Margaux         |
| Château Pontey                       | Blaignan                 | Médoc           |
| Château Pontoise Cabarrus            | Saint-Seurin-de-Cadourne | Haut-Médoc      |
| Château Puy Castéra                  | Cissac-Médoc             | Haut-Médoc      |
| Château Ramafort                     | Blaignan                 | Médoc           |
| Château Raux (du)                    | Cussac Fort Médoc        | Haut-Médoc      |
| Château Raze Beauvallet (La)         | Civrac                   | Médoc           |
| Château Retout (du)                  | Cussac Fort Médoc        | Haut-Médoc      |
| Château Reverdi                      | Listrac-Médoc            | Listrac-Médoc   |
| Château Roquegrave                   | Valeyrac                 | Médoc           |
| Château Saint Ahon                   | Blanquefort              | Haut-Médoc      |
| Château Saint-Aubin                  | Jau-Dignac-Loirac        | Médoc           |
| Château Saint-Christophe             | Saint-Christoly-de-Médoc | Médoc           |
| Château Saint Estèphe                | Saint-Estèphe            | Saint-Estèphe   |
| Château Saint-Hilaire                | Queyrac                  | Médoc           |
| Château Saint-Paul                   | Saint-Seurin-de-Cadourne | Haut-Médoc      |
| Château Segue Longue                 | Jau-Dignac-Loirac        | Médoc           |
| Château Ségur de Cabanac             | Saint-Estèphe            | Saint-Estèphe   |
| Château Semeillan Mazeau             | Listrac-Médoc            | Listrac-Médoc   |
| Château Senilhac                     | Saint-Seurin-de-Cadourne | Haut-Médoc      |
| Château Sipian                       | Valeyrac                 | Médoc           |
| Château Tayac                        | Soussans                 | Margaux         |
| Château Temple (Le)                  | Valeyrac                 | Médoc           |
| Château Teynac                       | Saint-Julien Beychevelle | Saint-Julien    |
| Château Tonnelle (La)                | Cissac-Médoc             | Haut-Médoc      |
| Château Tour Blanche                 | Saint-Christoly-de-Médoc | Médoc           |
| Château Tour de Bessan (La)          | Cantenac                 | Margaux         |
| Château Tour des Termes              | Saint-Estèphe            | Saint-Estèphe   |
| Château Tour-du-Roc                  | Arcins                   | Haut-Médoc      |
| Château Tour Prignac                 | Prignac-en-Médoc         | Médoc           |
| Château Tour Saint Bonnet            | Saint-Christoly-de-Médoc | Médoc           |
| Château Tour Saint-Fort              | Saint-Estèphe            | Saint-Estèphe   |
| Château Tour Saint Joseph            | Cissac-Médoc             | Haut-Médoc      |
| Château Trois Moulins                | Macau                    | Haut-Médoc      |
| Château Tuileries (Les)              | Saint-Yzans-de-Médoc     | Médoc           |
| Château Vernous                      | Lesparre                 | Médoc           |
| Château Vieux Landon                 | Bégadan                  | Médoc           |
| Château Villambis (de)               | Cissac-Médoc             | Haut-Médoc      |